# 薩摩万世駅
薩摩万世駅（さつまばんせいえき）は、かつて鹿児島県加世田市唐仁原（現・南さつま市加世田唐仁原）にあった南薩鉄道万世線の駅（廃駅）である。万世線の終着駅であった。
かつての万世町（1954年に加世田町と対等合併し加世田市）の中心駅であった。旅客とともに貨物も取り扱っていた（一般駅）。

## 歴史
- 1916年（大正5年）10月22日：川辺郡東加世田村大字唐仁原に薩摩大崎町駅として開業[1]。
- 1941年（昭和16年）5月：薩摩万世駅に改称[1]。
- 1962年（昭和37年）1月15日：万世線廃止に伴い廃駅[1]。

## 駅構造
地上駅であった。

## 隣の駅
南薩鉄道
万世線
加世田駅 - 薩摩万世駅